# 北桜祭
北桜祭（ほくおうさい）は、福島県郡山市にキャンパスを置く、日本大学工学部で年に一度開催されている学部祭である。

## 概要
日本大学では、地理的に学部が離れている独自のキャンパスになっている為、学部単位（キャンパスは別）で大学祭を開催している。これを「学部祭」と呼んでいる。
工学部で行われている北桜祭も日本大学学園祭の一つ。
北桜祭は、令和5年度には73回目となる全国的にも歴史のある学部祭。日本大学工学部の学生団体（サークル）である「北桜祭実行委員会」が企画運営しており、最大規模の時には100名以上が在籍していた。
地方ということもあり、日本大学工学部の敷地面積は広い。その分、北桜祭も他学部と比べてかなり規模の大きなものになっている。
しかし、令和元年10月の台風19号で第69回 北桜祭が中止となった。その後も新型コロナウイルスの感染拡大で令和２年度の第70回 北桜債は中止となり、令和3年度の第71回 北桜祭は北桜祭史上初のオンライン開催となった。しかし、令和4年度に行われた第72回 北桜祭は４年ぶりの対面での開催が行われ、来場者数は約5000人となり、かつての賑わいを取り戻した。

## 北桜祭実行委員会
北桜祭実行委員会（ほくおうさいじっこういいんかい）は、日本大学工学部で行われている学部祭である北桜祭を企画運営を行う学生団体（サークル）である。この組織は、執行部を中心に、設備局、企画局、広報局、総務局の４局で運営されている。役員体制は、委員長、副委員長、設備局長、企画局長、広報局長、総務局長とそれぞれの副局長が存在している。